# Steatoda pardalia
Steatoda pardalia är en spindelart som beskrevs av Yin et al. 2003. Steatoda pardalia ingår i släktet vaxspindlar, och familjen klotspindlar. Inga underarter finns listade i Catalogue of Life.